# Aayla Secura
Aayla Secura es un personaje de ficción, perteneciente al universo de Star Wars.
Aayla Secura sirvió a la orden Jedi durante las Guerras Clon. Esta twi'lek azul del planeta Ryloth aparece en la serie de animación The Clone Wars y en las películas El ataque de los clones y La venganza de los Sith. El personaje es interpretado por la actriz Amy Allen, una empleada de la compañía de efectos especiales Industrial Light & Magic.
El personaje fue creado en el año 2000 por el escritor John Ostrander y el dibujante Jan Duursema para la serie de Dark Horse Comics Star Wars, que actualmente forma parte de Legends.

## Biografía ficticia
Aayla tenía un par de tentáculos (Lekku) que caían desde su nuca hasta su cintura. Fue padawan del Maestro Jedi Quinlan Vos; luchó en la Batalla de Geonosis a la cual logró sobrevivir. Posteriormente formaría parte de la conocida batalla de Hypori contra el General Grievous. Durante la batalla murieron los Jedi Daakman Barrek, Sha'a Gi y Tarr Seirr. A K'Kruhk se le creyó muerto pero logró sobrevivir junto a Ki-Adi Mundi y Shaak-Ti. Finalmente, durante los eventos del Episodio III Aayla fue enviada al planeta Felucia para dirigir una avanzada de tropas de Soldados Clones, pero justo en ese momento se emite la siniestra Orden 66, tras la cual, el Comandante clon Bly junto a sus tropas, abren fuego contra la maestra Jedi a traicion y por la espalda, sin que esta tuviera la oportunidad de reaccionar ante el peligro inminente y muere abatida por los disparos de sus propios soldados clones.

## Concepto y creación
Para acompañar el lanzamiento de la película Star Wars: Episodio I - La amenaza fantasma en el cine en 1999, la editorial de cómics Dark Horse lanzó un nuevo título llamado simplemente Star Wars, que después cambió a Star Wars: Republic. El primer número está fechado el 16 de diciembre de 1998. Los primeros números de la serie pusieron en escena al Jedi Ki-Adi-Mundi, un personaje introducido en La amenaza fantasma. A partir del número 19 publicado el 28 de junio de 2000, se presenta otro héroe; el Jedi Quinlan Vos, cuyo aspecto se desprende de un figurante de la película, mientras que su historia se debe íntegramente a la imaginación del escritor John Ostrander. Para acompañar al héroe, el guionista crea una aprendiz, el diseñador Jan Duursema le dio inicialmente una cabeza de pez, pero cambia rápidamente para darle el aspecto de una twi'lek como el personaje de Oola, el primer personaje de esta especie creado en 1981 por George Lucas para la película El retorno del Jedi. El nombre de Aayla es una variación del de Oola. Para su nombre, Ostrander lo toma a otro Twi'lek, Nat Secura, que fue creado en 1995 por la escritora Shayne Bell para un relato breve llamado Bib Fortuna's Tale de la colección Tales from Jabba's Palace. Ostrander convirtió a Nat en primo de Aayla en la aventura Rite of passage.